# 29404 Хікарусато
29404 Хікарусато (29404 Hikarusato) — астероїд головного поясу, відкритий 9 жовтня 1996 року.
Тіссеранів параметр щодо Юпітера — 3,291.